# AKN 15 und 16
Die Lokomotiven AKN 15 und 16 gehören zu einer Reihe von Tenderlokomotiven der Achsfolge 1’C1’, die 1916 von Orenstein & Koppel für die Eisenbahn-Gesellschaft Altona-Kaltenkirchen-Neumünster gebaut wurden.
Die AKN 15 kam nach dem Zweiten Weltkrieg als DEBG 91 zur Deutschen Eisenbahn-Betriebsgesellschaft, die AKN 16 zu den Osthannoverschen Eisenbahnen und erhielt die Betriebsnummer OHE 75 097.

## Geschichte

### Eisenbahn-Gesellschaft Altona-Kaltenkirchen-Neumünster
Die Lokomotiven entstanden auf der Basis einer bereits 1915 an die Samlandbahn gelieferten Tenderlokomotive und besaßen den gleich großen Kessel wie die Badische VI b sowie einen Rahmenwasserkasten. Ausgeliefert wurden sie als Nassdampf-Lokomotiven. Da sie in der Zeit des Ersten Weltkrieges ausgeliefert waren, hatten sie eine Feuerbüchse aus Stahl, was sie schadanfällig machte.
1919 erfolgte der Umbau auf eine Kupfer-Feuerbüchse sowie auf Heißdampf. In dieser Form bewährten sich die Lokomotiven gut und waren für schnelle Personenzüge durch ihren niedrigen Achsdruck und die oberbauschonende Achsanordnung geeignet. Für Güterzüge waren sie mit dem großen Kuppelraddurchmesser und dem geringen Reibungsgewicht weniger gut einsetzbar.

### DEBG
Nach dem Zweiten Weltkrieg erwarb die Deutsche Eisenbahn-Betriebsgesellschaft die AKN 15 und bezeichnete sie als DEBG 91. Zuerst war die Lokomotive auf der Katzbachbahn eingesetzt, wo sie sich nicht bewährte. Daher wurde sie nach einer Fahrwerksuntersuchung bevorzugt auf den Bahnstrecken Wiesloch–Meckesheim und Wiesloch Stadt–Waldangelloch eingesetzt. Die letzte Beheimatung der Lok war die Vorwohle-Emmerthaler Eisenbahn-Gesellschaft. Bei den Diensten dort verbogen sich die dünnen Kuppelstangen der Lok, weshalb sie bereits 1961 ausgemustert und bald darauf verschrottet wurde.

### OHE
Die AKN 16 gelangte nach 1950 zu den Osthannoverschen Eisenbahnen. Hier wurden die seitlichen Wasserkästen vergrößert, die nach dem Umbau bis fast vor die Zylinder ragten. Dafür musste ein Ausschnitt zur Wartung der Steuerungswelle geschaffen werden. Beheimatet war die Lokomotive vorwiegend in Lüneburg. Über Einsätze sind keine Angaben sowie nur wenige Fotos vorhanden. Im Jahr 1963 wurde sie ausgemustert.

## Technische Merkmale
Die Lokomotiven hatten einen Blechrahmen mit teilweise integrierten Wasserkasten und ein Laufwerk, bei dem die mittlere Kuppelachse als Treibachse verwendet wurde sowie die Laufachsen als Bisselgestell ausgebildet waren. Die Kuppelachsen waren fest im Rahmen gelagert, das ergab einen festen Radstand von 3.800 mm. Die Lokomotiven hatten von allen Lokomotiven der Achsfolge 1’C1’ die geringste Achslast. Der Luftbehälter war unter der Pufferbohle untergebracht. Die Lokomotiven verfügten über Kolbenschieber und eine außenliegende Heusinger-Steuerung.
Charakteristisch waren die gedrungene Bauweise und die Kesselaufbauten mit dem im Vergleich zum Dampfdom eher geringen rechteckigen Sandkasten, die bei Orenstein & Koppel nach preußischem Vorbild ausgeführt waren. Der Langkessel bestand aus zwei Schüssen, er wurde von zwei Strahlpumpen ohne Vorwärmer gespeist.
Die Druckluftbremse bremste die Kuppelradsätze einseitig von hinten knapp unterhalb der Achsmitte. Die dafür benötigte Druckluft wurde von einem Luftpresser erzeugt, der rechts neben der Rauchkammer saß.